# Vaihinger Kreiszeitung

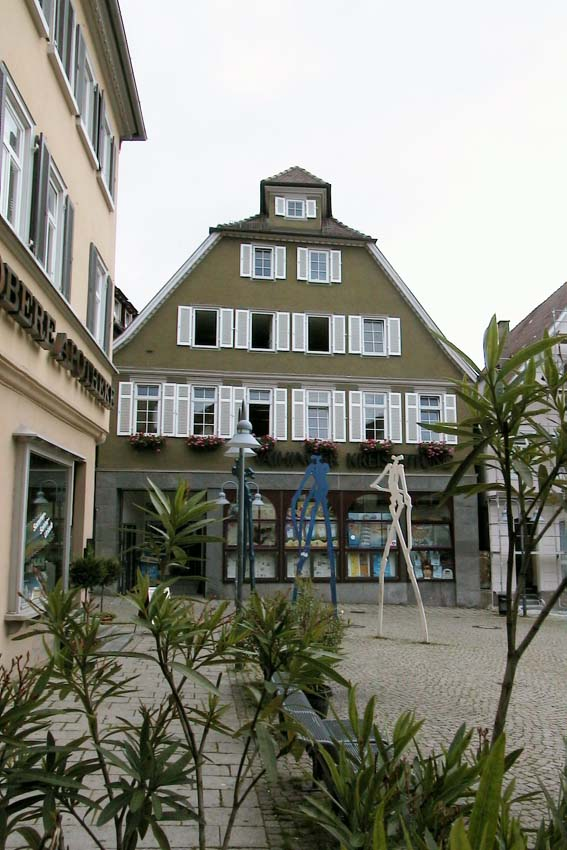
Verlagsgebäude der Vaihinger Kreiszeitung

Die Vaihinger Kreiszeitung (VKZ) ist eine Lokalzeitung und hat ihren Sitz in Vaihingen an der Enz.
Der Raum zwischen Pforzheim und Stuttgart (Enzkreis und Landkreis Ludwigsburg) ist das Tätigkeitsfeld der Lokalredaktion, die über politische, kulturelle und sportliche Ereignisse berichtet. Die Kreisreform 1972/73 brachte die Auflösung des Landkreises Vaihingen, ohne dass gewachsene Verbindungen zwischen dem badischen und württembergischen Landesteil abrissen.
Nach verschiedenen redaktionellen Kooperationen begann 1974 eine partnerschaftliche Zusammenarbeit mit den Stuttgarter Nachrichten unter Beibehaltung der wirtschaftlichen Unabhängigkeit des Familienunternehmens. Von den Stuttgarter Nachrichten wird der überregionale Teil der Zeitung, der Mantel, bezogen. Der Lokalteil wird in Vaihingen konzipiert und produziert.
Die Heimatzeitung ist auch Amtsblatt des Landkreises Ludwigsburg und des Enzkreises. Sie wird seit Mitte 1996 in einem elektronischen Redaktionssystem erstellt und auf einer Offset-Vierfarb-Rotationsmaschine im Druckhaus Waiblingen gedruckt.
Die VKZ erscheint im Rheinischen Format und hat eine verkaufte Auflage von 5184 Exemplaren, ein Minus von 36,8 Prozent seit 1998. Zum Verlagsprogramm gehört das Wochenblatt + Sachsenheim Post, integriert darin ist das Amtsblatt der Stadt Vaihingen.

## Geschichte
1829/30 beginnt der Drucker Carl Burkhardt seine Verleger-Laufbahn in Vaihingen und gründet eine Zeitung, die zweimal pro Woche erscheint (Grenz-Bote). Die älteste nachweisbare Ausgabe datiert vom 1. Januar 1831. Dort heißt es: „Wiederum ist nun ein Jahr verflossen und ein neues beginnt an dem der rüstige Grenz-Bote jede Woche zweimal seine Gaben reicht…“ Daraus kann geschlossen werden, dass die Zeitung schon 1830 erschien. 1848 erwächst mit dem Vaihinger Tagblatt eine Konkurrenz. Das Blatt erscheint ab 1849 unter dem Titel Die Landpost. 1849 nennt Burkhardt seine Zeitung den Enz-Boten. 1852 wird das Erscheinen eingestellt, da die wirtschaftliche Grundlage immer kleiner wird. 1854 erscheint die Zeitung wieder, nun im Verlag D. K. Keyl. Sie heißt zunächst Der Erzähler, ab 1855 Der Enz-Bote. Die Zeitung erhält den Untertitel Amtsblatt der Stadt Vaihingen. Mit der Landpost besteht eine Dauerfehde. 1862 übernimmt der Redakteur Geo Haid den Enz-Boten. 1891 verkaufen Haids Erben Druckerei und Verlag an C. Carle, unter dessen Regie der Enz-Bote einen Aufschwung nimmt.
1902 erscheint die Zeitung viermal pro Woche, ab 1907 an jedem Werktag. 1919 kauft der Druckereibesitzer Adolph Hoerger den Enz-Boten und auch die Landpost. Er muss aber schon nach vier Monaten aufgeben. Der Druckereibesitzer und Verleger Wilhelm Wimmershof kauft beide Blätter und vereinigt sie 1922 zum Enz-Boten. Am 7. April 1945 erscheint die letzte Nummer des Enz-Boten.
1949 erhält der Verleger Wimmershof wieder eine Lizenz; die Zeitung kann wieder erscheinen. Der Aufbau wird vor allem von Dr. Wolfgang Wimmershof, Sohn von Wilhelm Wimmershof, vorangetrieben. Neben der Zeitung gibt es am Marktplatz in Vaihingen eine Verlagsdruckerei, in der vielfältige Publikationen hergestellt werden. 1966 wird der Enz-Bote in Vaihinger Kreiszeitung umbenannt. Bis 1971 wird die VKZ in Vaihingen gedruckt, danach bei Z-Druck in Sindelfingen. 1987 erwirbt die Verlegerfamilie Villinger aus Waiblingen eine Mehrheitsbeteiligung. Geschäftsführer in Vaihingen wird Ottmar Gauß. 2005 übernimmt die Familie Villinger alle Anteile. Zum 175-jährigen Bestehen erscheint eine Sonderausgabe.
Als Geschäftsführer in Vaihingen fungiert ab 2006 Helmut Schürmann. Weiterer Geschäftsführer ist Hartmut Villinger.

## Auflage
Die Vaihinger Kreiszeitung hat wie die meisten deutschen Tageszeitungen in den vergangenen Jahren an Auflage eingebüßt. Die verkaufte Auflage ist in den vergangenen 10 Jahren um durchschnittlich 3,5 % pro Jahr gesunken. Im vergangenen Jahr hat sie um 3,1 % abgenommen. Sie beträgt gegenwärtig 5184 Exemplare. Der Anteil der Abonnements an der verkauften Auflage liegt bei 92,6 Prozent.
| 1998 | 1999 | 2000 | 2001 | 2002 | 2003 | 2004 | 2005 | 2006 | 2007 | 2008 | 2009 | 2010 | 2011 | 2012 | 2013 | 2014 | 2015 | 2016 | 2017 | 2018 | 2019 | 2020 | 2021 | 2022 | 2023 | 2024 |
| ---- | ---- | ---- | ---- | ---- | ---- | ---- | ---- | ---- | ---- | ---- | ---- | ---- | ---- | ---- | ---- | ---- | ---- | ---- | ---- | ---- | ---- | ---- | ---- | ---- | ---- | ---- |
| 8207 | 8222 | 8228 | 8213 | 8147 | 8052 | 7943 | 7901 | 7826 | 7775 | 7674 | 7579 | 7465 | 7302 | 7173 | 7343 | 7393 | 6872 | 6725 | 6527 | 6364 | 6204 | 6072 | 5880 | 5599 | 5348 | 5184 |